# 2026-os Eurovíziós Dalfesztivál
A 2026-os Eurovíziós Dalfesztivál (angolul: Eurovision Song Contest 2026, franciául: Concours Eurovision de la chanson 2026) lesz a hetvenedik Eurovíziós Dalfesztivál, melyet Ausztriában fognak megrendezni, mivel a 2025-ös Eurovíziós Dalfesztivált az osztrák JJ Wasted Love című dala nyerte. Ez lesz a harmadik alkalom 1967 és 2015 után, hogy Ausztriában, azon belül Bécsben rendezik meg a dalfesztivált.
Eddig 24 ország erősítette meg a részvételét a versenyen.

## Helyszín
| Ausztria Bécs Ebreichsdorf St. Pölten Innsbruck Linz / Wels Graz Felsőőr |

Kulcsok:
 †   Rendező város
 ‡   Pályázó városok
     Nem megfelelő helyszínek
| Bécs †                     | Wiener Stadthalle         | 16 152 | Itt rendezték a 2015-ös Eurovíziós Dalfesztivált. | [ 1 ] [ 2 ] [ 3 ] |
| Innsbruck ‡                | Olympiahalle              | 10 000 | Az 1964-es és 1976-os téli olimpiai játékok műkorcsolya- és a jégkorongversenyeinek helyszíne. | [ 4 ]             |
| Be nem nyújtott pályázatok |                           |        | |                   |
| Ebreichsdorf               | Comer City                |        | A nevezett helyszín egy nyitott lóversenypálya lett volna | [ 5 ]             |
| Felsőőr                    | Messe Oberwart            |        | | [ 6 ]             |
| Graz                       | Schwarzl-Freizeitzentrums |        | | [ 7 ]             |
| Graz                       | Stadthalle Graz           | 14 520 | A Szociáldemokrata Párt (SPÖ) tartományi elnöke, Doris Kampus a támogatásáról biztosította a kezdeményezést. Elke Kahr polgármester hozzátette, hogy a végső döntés a politikai és pénzügyi támogatottságtól fog függeni.                                                   | [ 8 ] [ 9 ]       |
| Linz és Wels               | Messe Wels                |        | Közös pályázat lett volna a két város között. A pályázati terveik között szerepelt egy új kiállítási csarnok, amely a jelenlegi Messe Wels helyére épül, és várhatóan 2026 márciusára készül el. Linz a különböző kulturális kísérőesemények lebonyolításáért felelt volna. | [ 10 ]            |

### Pályázati szakasz
Ausztria 2025-ös győzelmét követően az ország számos városa jelezte érdeklődését a 2026-os verseny megrendezése iránt. 2025. május 18-án Bécs polgármestere és tartományi vezetője, Michael Ludwig megerősítette, hogy a város pályázni fog a rendezés jogára. Roland Weißmann, az ORF vezérigazgatója a helyszínek alkalmasságát és a repülőterek közelségét emelte ki a kiválasztás fő szempontjaiként, míg Stefanie Groiss-Horowitz, az ORF programigazgatója arra hívta fel a figyelmet, hogy az utóbbi években nem épültek új, nagy befogadóképességű arénák, ugyanakkor arra bátorította az önkormányzatokat, hogy amennyiben életképes tervvel rendelkeznek, nyújtsanak be pályázatot.
Ugyanezen a napon Graz is bejelentette, hogy vizsgálja egy esetleges pályázat lehetőségét; Elke Kahr polgármester a Stadthalle Grazot nevezte meg alkalmas helyszínként. Felsőőr szintén jelezte érdeklődését a 2026-os rendezés iránt. Innsbruck és Wels ugyancsak május 18-án erősítette meg, hogy pályázni kívánnak: előbbi az Olympiahalle-val, utóbbi pedig egy új kiállítási csarnokkal. Grazban a Schwarzl Szabadidőközpontot is felvetették potenciális helyszínként Klaus Leutgeb koncertszervező és üzemeltető javaslatára. Május 19-én Matthias Stadler, Sankt Pölten polgármestere a VAZ St. Pöltent javasolta lehetséges helyszínként. 2025. május 26-án az alsó-ausztriai Ebreichsdorf is javaslatot tett arra, hogy megrendeznék a versenyt egy erre a célra létrehozott ideiglenes helyszínen.
Klagenfurt am Wörthersee és Salzburg ugyanakkor kizárták a pályázás lehetőségét; utóbbi polgármestere, Bernhard Auinger anyagi korlátokra és a Salzburgarena elérhetetlenségére hivatkozott. Karintia tartomány, amelynek székhelye Klagenfurt am Wörthersee, azt is megemlítette, hogy a 2015-ös Eurovíziós Dalfesztivál előtt elvégzett helyszínértékelés alapján a Wörthersee Stadion csak jelentős költséggel lenne alkalmassá tehető a verseny lebonyolítására, így a térségben a rendezés technikailag „nem lehetséges”.
Salzburg úgy döntött, hogy nem nyújt be pályázatot, amit Bernhard Auinger polgármester a költségvetési korlátokkal és a Salzburgarena alkalmatlanságával indokolt. Salzburg tartomány ugyanakkor derűlátóbb álláspontot képvisel Auingernél: Stefan Schnöll tartományi kormányfőhelyettes szóvivője úgy fogalmazott, hogy „pragmatikus kreativitással” valószínűleg akadna egy-két lehetséges helyszín is, ami arra utal, hogy a tartomány, a székhellyel ellentétben nem zárta ki teljesen a pályázat lehetőségét.
Az ORF hivatalosan 2025. június 2-án indította el a pályázati folyamatot azzal, hogy megnyitotta a jelentkezési időszakot az érdeklődő városok és települések számára. A pályázó jelöltek ezt követően megkapták a részletes pályázati dokumentációt, és 2025. július 4-ig nyújthatják be hivatalos jelentkezésüket. A műsorsugárzó emellett előzetes időpontokat is megjelölt: a döntőt vagy 2026. május 16-án vagy 23-án az elődöntőket pedig ezeket megeleőzően kettő illetve négy nappal rendezhetik meg. Ebreichsdorf június 15-én visszalépett a pályázati folyamatból, ezt követte Felsőőr június 21-én, Graz június 27-én, majd Wels július 1-jén. A határidőig végül csak Bécs és Innsbruck nyújtott be pályázatot. A házigazda város kiválasztása 2025. augusztus 8-ig történt meg, az erről szóló hivatalos bejelentés pedig augusztus 20-án lett nyilvános. A rendező város végül Bécs lett, a verseny helyszíne pedig a Wiener Stadthalle lesz, ahol tizenegy évvel korábban rendezték meg a 2015-ös Eurovíziós Dalfesztivált is.

## A résztvevők
| Ország             | Műsorsugárzó       | Előadó            | Dal               | Nyelv | Dalszerző(k) |
| ------------------ | ------------------ | ----------------- | ----------------- | ----- | ------------ |
| Albánia            | RTSH               | 2025 december     | 2025 december     |       |              |
| Ausztrália         | SBS                |                   |                   |       |              |
| Ausztria           | ORF                | 2026 február      | 2026 február      |       |              |
| Belgium            | RTBF               |                   |                   |       |              |
| Ciprus             | CyBC               |                   |                   |       |              |
| Dánia              | DR                 | 2026. február 14. | 2026. február 14. |       |              |
| Egyesült Királyság | BBC                |                   |                   |       |              |
| Finnország         | Yle                | 2026. február 28. | 2026. február 28. |       |              |
| Franciaország      | France Télévisions |                   |                   |       |              |
| Görögország        | ERT                |                   |                   |       |              |
| Hollandia          | AVROTROS           |                   |                   |       |              |
| Izrael             | IPBC               |                   |                   |       |              |
| Lettország         | LSM                | 2026. február 14. | 2026. február 14. |       |              |
| Litvánia           | LRT                | 2026. február 27. | 2026. február 27. |       |              |
| Luxemburg          | RTL                | 2026. január 24.  | 2026. január 24.  |       |              |
| Málta              | PBS                |                   |                   |       |              |
| Németország        | SWR                |                   |                   |       |              |
| Norvégia           | NRK                |                   |                   |       |              |
| Olaszország        | Rai                | 2026. február 28. | 2026. február 28. |       |              |
| San Marino         | SMRTV              |                   |                   |       |              |
| Spanyolország      | RTVE               | 2026. február 14. | 2026. február 14. |       |              |
| Svájc              | SRG SSR            |                   |                   |       |              |
| Svédország         | SVT                |                   |                   |       |              |
| Szerbia            | RTS                |                   |                   |       |              |

### Lehetséges debütálók
- Kazahsztán – 2025. július 8-án a kazah műsorszolgáltató, a Khabar Agency igazgatótanácsának elnöke, Kemelbek Oishybayev elmondta, hogy az Európai Műsorsugárzók Uniója július elején tartott közgyűlésén az EBU főigazgatója, Noel Curran pozitívan fogadta azt a javaslatát, hogy Kazahsztánt meghívják az Eurovíziós Dalfesztiválra. Oishybayev hozzátette, hogy Kazahsztán esetleges debütálásának kérdése a következő EBU-ülésen kerül majd megvitatásra.[65]

### Lehetséges résztvevők
Azok az országok, melyek valamilyen formában utaltak arra, hogy terveik között szerepel a 2026-os versenyen való részvétel, azonban a hivatalos megerősítés egyelőre még várat magára.
- Csehország – 2025. június 15-én a ČT sajtóosztályának képviselője, Radek Konečný közölte, hogy a műsorszolgáltató 2025 őszén hozza nyilvánosságra döntését a 2026-os versenyben való részvételről.[66]
- Észak-Macedónia – 2024. november 7-én a macedón Fokus napilap arról számolt be, hogy a macedón közmédia, az MRT egyik munkatársa névtelenül azt nyilatkozta a lapnak, hogy a műsorszolgáltató vezetősége meggyőződéssel vallja: szükség van egy új dalválasztási formátumra, amely lépést tud tartani az Eurovíziós Dalfesztivál egyre magasabb színvonalával. Hozzátette, hogy az MRT „mindent megtesz annak érdekében”, hogy Észak-Macedónia „méltó szinten” vehessen részt a versenyen, akár már 2026-ban.[67] Észak-Macedónia legutóbb 2022-ben vett részt a dalfesztiválon.
- Moldova – Miután az TRM visszalépett a 2025-ös Eurovíziós Dalfesztiválon való szerepléstől, Daniela Crudu, a moldáv delegáció vezetője kijelentette, hogy azon fognak dolgozni a jövőben, hogy erősen térjenek vissza a versenybe.[68]
- Montenegró – 2025. június 15-én az RTCG közölte, hogy a 2026-os versenyben való részvételről szóló döntést 2025 szeptemberének végén hozzák meg.[69]
- Szlovénia – 2024. március 9-én Mario Galunič, a Radiotelevizija Slovenija egyik műsorvezetője készített egy tervezetet, amelynek egyik pontja az volt, hogy 2025 és 2028 között ismételten az EMA nemzeti döntő keretében válasszák ki a szlovén eurovíziós résztvevőket.[70] 2023-ban és 2024-ben a műsorszolgáltató belsőleg jelölte ki az Eurovíziós Dalfesztiválon résztvevő pályaműveket, majd 2025-ben újból megrendezték az EMA-t.

### Országok, melyek részt vettek 2025-ben
- Azerbajdzsán
- Észtország
- Grúzia
- Horvátország
- Izland
- Írország
- Lengyelország
- Örményország
- Portugália
- Ukrajna

### Országok, melyek részt vettek korábban
- Bulgária
- Magyarország
- Marokkó
- Monaco
- Románia
- Törökország

### Távol maradó országok
- Andorra – 2025 februárjában arról számoltak be, hogy a katalán TV3 csatorna tárgyalásokat folytat az andorrai RTVA-val egy esetleges 2026-os visszatérésről az Eurovíziós Dalfesztiválra. A tervek szerint az andorrai induló kiválasztására a katalán zenei tehetségkutató műsort, az Eufòria-t használták volna,[71][72] azonban 2025. május 26-án az RTVA megerősítette, hogy nem fognak részt venni 2026-ban, és nem dolgoznak együtt a TV3-mal egy esetleges visszatérés érdekében.[73]
- Bosznia-Hercegovina – 2025. május 13-án Lejla A. Babović, a bosnyák delegáció korábbi vezetője interjút adott, amelyben elmagyarázta, miért nem képes a boszniai műsorszolgáltató, a BHRT még mindig megszervezni az ország visszatérését a versenyre. Ennek ellenére Babović elismerte, hogy akár már 2026-ban is visszatérhetett volna Bosznia-Hercegovina az Eurovíziós Dalfesztiválra, hozzátéve: „Ha [2025] novemberig kifizetjük az adósságot, és komolyan nekilátunk a részvétel előkészítésének, akkor visszatérhetünk 2026-ban, de ez erőfeszítést igényel a BHRT, az állam, a szponzorok és az emberek részéről is, hogy jó dalt válasszunk, és komoly versenyzőként térjünk vissza.”[74] Június 14-én Babović hozzátette, hogy az ország jelenleg még szponzori támogatással sem tudna visszatérni, mivel az EBU előírja, hogy a teljes tartozást előbb maradéktalanul rendezni kell.[75] Bosznia-Hercegovina legutóbb 2016-ban vett részt a versenyen.
- Fehéroroszország – 2021. május 28-án az Európai Műsorsugárzók Uniója bejelentette, hogy a fehérorosz belpolitikai válság miatt határozatlan időre felfüggeszti az állami műsorsugárzó, a Fehérorosz Állami Televízió- és Rádiótársaság (BTRC) tagságát, így az ország a későbbiekben átmenetileg várhatóan nem vehet részt a versenyen.[76] A szervezet két hetet adott a BTRC-nek a hivatalos válasz megfogalmazására, a műsorsugárzó ezt azonban nem tette meg, így az Európai Műsorsugárzók Uniója 2021. július 1-jén a BTRC kizárása mellett döntött. A BTRC később közleményt adott ki, amelyben közölték, hogy nem támogatják az ország részvételét az elkövetkező években a versenyen. A felfüggesztésük 2024. július 1-jén járt volna le, azonban az EBU úgy döntött, hogy határozatlan időre meghosszabbítják azt.[77]
- Oroszország – 2022. február 25-én az EBU bejelentette, hogy Oroszországot kizárják a versenyből, Ukrajna megszállása miatt. A következő napon mindhárom orosz EBU-tag bejelentette, hogy kilép a tagok közül, ezáltal részvételük lehetetlenné vált az eurovíziós eseményeken.[78]
- Szlovákia – 2025. június 7-én Filip Púchovský, a Slovenská televízia a rozhlas sajtóképviselője kijelentette, hogy a műsorszolgáltató komolyan tervezi Szlovákia jövőbeli eurovíziós részvételének újraértékelését, és kedvező költségvetési, valamint művészeti feltételek biztosítása mellett a visszatérésük is lehetséges lehet.[79] Ezzel szemben 2025 júliusában közölték, hogy a jelenlegi pénzügyi helyzet nem tudja lehetővé tenni azt, hogy a következő versenyen részt vegyenek, azonban nem zárkóznak el attól, hogy a jövőben megtörténjen az ország visszatérése.[80]

### Magyarország részvétele a versenyen
Magyarország részvételéről eddig semmilyen információ nem ismert, az ország utoljára 2019-ben vett részt a versenyen.

## A versenyt megelőző időszak

### Nemzeti válogatók
A részt vevő 24 ország közül 15 nemzeti döntő keretein belül, 2 belső kiválasztással választja ki képviselőjét.
Dánia, Finnország, Lettország, Luxemburg, Málta, Montenegró, Norvégia, Olaszország, San Marino, San Marino, Spanyolország és Szerbia apróbb változtatásokkal ugyanazt a kimondottan Eurovíziós Dalfesztiválra létrehozott nemzeti döntőt rendezi meg, mint a legutóbbi részvétele során.
Érdekesség, hogy a rendező Ausztria kilenc kihagyott év után rendez ismét nemzeti döntőt.
| Ország             | Választás módszere | Válogató / Bemutató műsor                       | Közvetítő csatorna                        | Kiválasztás / Bemutatás dátuma | Kiválasztás / Bemutatás dátuma |
| Ország             | Választás módszere | Válogató / Bemutató műsor                       | Közvetítő csatorna                        | Előadó                         | Dal                            |
| ------------------ | ------------------ | ----------------------------------------------- | ----------------------------------------- | ------------------------------ | ------------------------------ |
| Albánia            | nemzeti döntő      | Festivali i Këngës                              | RTSH 1                                    | 2025 december                  | 2025 december                  |
| Ausztrália         |                    |                                                 |                                           |                                |                                |
| Ausztria           | nemzeti döntő      |                                                 | ORF                                       | 2026 február                   | 2026 február                   |
| Belgium            |                    |                                                 |                                           |                                |                                |
| Ciprus             | belső kiválasztás  | Nem rendeztek válogató- és bemutatóműsort       | Nem rendeztek válogató- és bemutatóműsort |                                |                                |
| Dánia              | nemzeti döntő      | Dansk Melodi Grand Prix                         | DR1                                       | 2026. február 14.              | 2026. február 14.              |
| Egyesült Királyság |                    |                                                 |                                           |                                |                                |
| Finnország         | nemzeti döntő      | Uuden Musiikin Kilpailu                         | Yle TV 1                                  | 2026. február 28.              | 2026. február 28.              |
| Franciaország      | nemzeti döntő      |                                                 | France 2                                  |                                |                                |
| Görögország        | nemzeti döntő      | Ethnikósz Telikósz                              | ERT 1                                     |                                |                                |
| Hollandia          | belső kiválasztás  | Nem rendeztek válogató- és bemutatóműsort       | Nem rendeztek válogató- és bemutatóműsort |                                |                                |
| Izrael             |                    |                                                 |                                           |                                |                                |
| Lettország         | nemzeti döntő      | Supernova                                       | LTV                                       | 2026. február 14.              | 2026. február 14.              |
| Litvánia           | nemzeti döntő      | Eurovizija.LT                                   | LRT Televizija                            | 2026. február 27.              | 2026. február 27.              |
| Luxemburg          | nemzeti döntő      | Luxemburg Song Contest                          | RTL Lëtzebuerg                            | 2026. január 24.               | 2026. január 24.               |
| Málta              | nemzeti döntő      | Malta Eurovision Song Contest                   | TVM                                       | 2026                           | 2026                           |
| Németország        |                    |                                                 |                                           |                                |                                |
| Norvégia           | nemzeti döntő      | Melodi Grand Prix                               | NRK1                                      |                                |                                |
| Olaszország        | nemzeti döntő      | Sanremói Dalfesztivál                           | Rai 1                                     | 2026. február 28.              | 2026. február 28.              |
| San Marino         | nemzeti döntő      | Una voce per San Marino San Marino Song Contest | San Marino RTV                            |                                |                                |
| Spanyolország      | nemzeti döntő      | Benidorm Fest                                   | La 1                                      | 2026. február 14.              | 2026. február 14.              |
| Svájc              |                    |                                                 |                                           |                                |                                |
| Svédország         | nemzeti döntő      | Melodifestivalen                                | SVT 1                                     |                                |                                |
| Szerbia            | nemzeti döntő      | Pesma za Evroviziju                             | RTS1                                      |                                |                                |

### Eurovíziós partik
A részt vevő előadók egy része a verseny előtt különböző rendezvényeken népszerűsíti versenydalát.
| Rendezvény              | Helyszín              | Dátum              |
| ----------------------- | --------------------- | ------------------ |
| Nordic Eurovision Party | Oslo, Norvégia        | 2026. március 21.  |
| Eurovision in Concert   | Amszterdam, Hollandia | 2026. április 11.  |
| PrePartyES              | Madrid, Spanyolország | 2026. április 3–4. |

## Formátum
A 2026-os Eurovíziós Dalfesztivált az osztrák közszolgálati műsorszolgáltató, az ORF rendezi meg. A szervezőcsapat vezetői a következők: Michael Krön, ügyvezető producer, Stefan Zechner, show producer, Daniel Hack, gyártásvezető, Christine Tichy, műszaki vezető, Roman Horacek, kommunikációs vezető, Iris Keutter, marketingvezető, Oliver Lingens, rendezvényszervező, Christina Lassnig, ügyvezető asszisztens, Christina Heinzle-Conrad, főtitkár, valamint Martin Szerencsi, jogi tanácsadó. Zechner, Tichy, Horacek, Keutter, Lingens és Szerencsi korábban már hasonló vagy azonos szerepkört töltöttek be a bécsi rendezésű 2015-ös Eurovíziós Dalfesztivál során is.
2025 júniusában az Európai Műsorsugárzók Uniója bejelentette, hogy Martin Österdahl távozik az Eurovíziós Dalfesztivál ügyvezető igazgatói pozíciójából. Feladatait ideiglenesen Martin Green, a verseny igazgatója vette át.

### A verseny témája és a színpadkép
2025. augusztus 18-án az EBU bemutatta a londoni székhelyű Pals stúdió által készített, megújított általános eurovíziós logót, melyet a műsor fennállásának hetvenedik évfordulója apropóján vezetnek be. A korábban használt logót 2014 nyarán mutatták be, szintén az bécsi rendezésű dalfesztivált megelőzően.

## Térkép

A döntő résztvevői / Országok, melyek már megnevezték előadójukat
Országok, melyek már jelezték részvételi szándékukat
Az elődöntőkben kiesett országok
Országok, melyek korábban részt vettek, de ebben az évben nem